# Јелеч (Фоча)
Јелеч је насељено мјесто у општини Фоча, Република Српска, БиХ. Према попису становништва из 2013. године у насељу је живјело 179 становника.

## Историја
Град Јелеч је стајао у жупи Говза, где је имао статус "трга"; то је био главни трг - "Gobsa mercatum". Било је то утврђење, које се спомиње у три повеље Херцега Стефана. Оно је имало своје подграђе (Подјелеч) и лежи на реци Говзи, десној притоци Бистрице.
Жупа Говза је 1373. године поразом српског властелина Николе Алтомановића, припала Босни. Говза и Јелеч су били у саставу властелинске породице Хранића Косача. Најпре су били у поседу браће великог војводе Сандаља Хранића - Вука и Вукца (1410), затим су их за краће време заузели Павловићи, да би убрзо поново били враћени у посед Сандаљевог наследника, Стјепана Вукчића Косаче - каснијег Херцег Стефана (1448). Утврђење и град Јелеч се помињу 1454. године. Турци су освојили Јелеч 1465. године.
Током 15. века трговао је по целом Балкану Шаин Жуњевић, трговац из Јелеча. Доносио је товаре робе у Дубровник.
У Јелечу је 1892. године отворена државна кожарница. Кожари звани табаци основали су задругу која је прерасла у фабрику. Ту је било идеалних услова за штављење коже, јер је било стоке, воде, шишке и руја. Традиција прераде коже почиње око 1700. године. Два табака су узета из Јелеча, да на државни трошак усавршавају кожарски занат у Цариграду.
Године 1934. основана је соколска чета у Јелечу, у Фочанском срезу. Изнајмила је просторије за окупљања и рад, и набавила тамбурашkе инструменте за оркестар. Један од соколских руководилаца је ту отворио кафану и упропастио инвентар, и тако је пропао соколски покрет у Јелечу.
Сарајевска радионица ћилима развила је своје филијале по Босни, па и у Јелечу. Ту је пред Другог светског рата радила Пилана на водени погон, власништво М. Џинића.
У месту је 1974. године била џамија и зграда медресе.

## Становништво
| Демографија | Демографија | Демографија |
| Година      | Становника  | Становника  |
| ----------- | ----------- | ----------- |
| 1971.       | 724         |             |
| 1981.       | 728         |             |
| 1991.       | 619         |             |
| 2013.       | 179         |             |